# Internationales Eishockeyturnier Berlin 1908

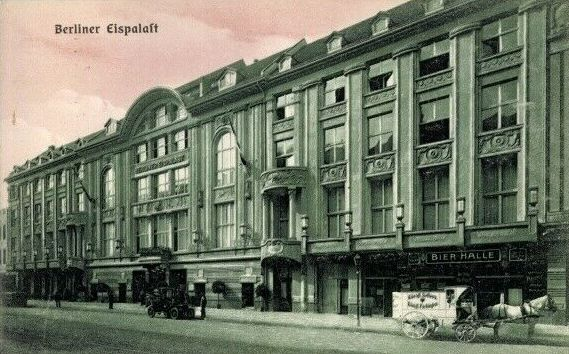
Berliner Eispalast

Das erste internationale Eishockeyturnier in Berlin wurde vom Berliner Schlittschuhclub im Berliner Eispalast, der Anfang September 1908 eröffnet hatte, organisiert. Es fand vom 3. bis 5. November 1908 mit fünf Mannschaften statt, gespielt wurden zwei Spielhälften à 20 Minuten. Es war damit das erste Turnier mit internationalen Teilnehmermannschaften in der Geschichte des Eishockeysports.
Zeitgleich fand ein internationaler Eiskunstlaufwettbewerb statt, dessen Herrenkonkurrenz durch Ulrich Salchow gewonnen wurde. Der Wettbewerb wurde in Zusammenarbeit mit dem Deutschen Reichsausschuss für Olympische Spiele durchgeführt.

## Vorrunde
| 2. November 1908 | Berliner Schlittschuhclub | 13:0 (7:0, 6:0) | SC Charlottenburg | Eispalast, Berlin |

## Halbfinale
| 3. November 1908 | Berliner Hockey Club | 1:3 (0:2, 1:1) | Princes Ice Hockey Club | Eispalast, Berlin |

| 4. November 1908 | Berliner Schlittschuhclub | 2:9 (2:4, 0:5) | Club des Patineurs de Paris | Eispalast, Berlin |

## Finale
| 5. November 1908 | Princes Ice Hockey Club Harold Duden | 3:2 (2:0, 1:2) | Club des Patineurs de Paris | Eispalast, Berlin Zuschauer: 3.000 |

Die siegreiche Mannschaft bestand aus dem Torhüter Tom Cannon, den Abwehrspielern Peter Patton (C) und Thomas Unite, dem Rover Harold Duden sowie den Stürmern William Duden, H.A. Lawford und C.B. Mundey.